# Amsterdam Airlines

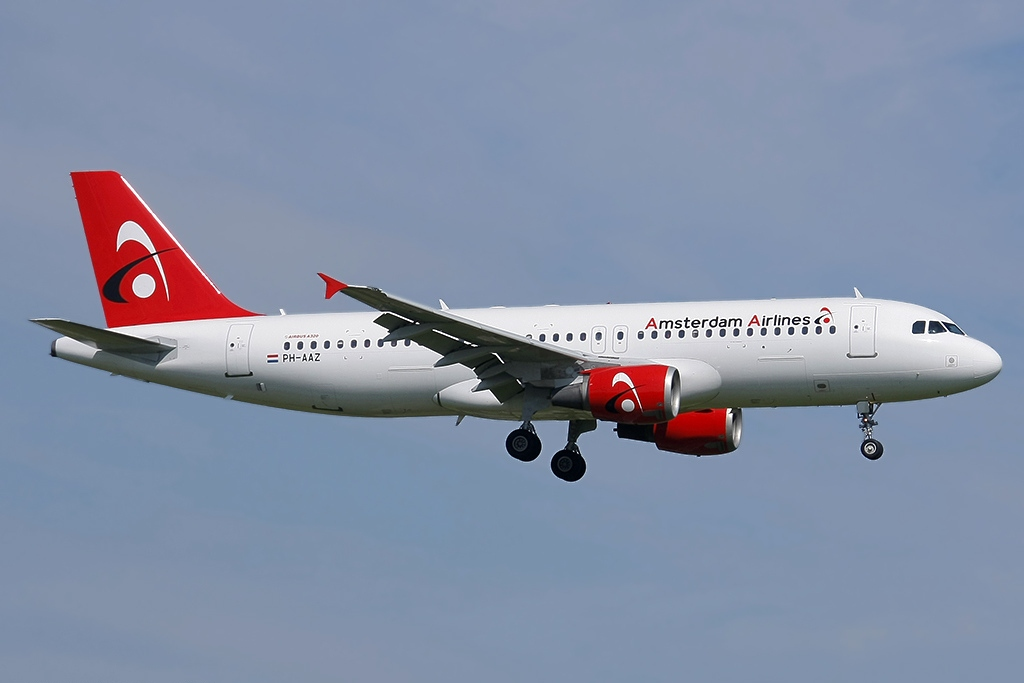
Airbus A320 (PH-AAZ) заходит на посадку в аэропорту Скипхол в 2011 году

Amsterdam Airlines — голландская чартерная пассажирская авиакомпания. Базовый аэропорт авиакомпании — аэропорт Скипхол.
Авиакомпания преимущественно занималась чартерными перевозками в Турцию и Марокко для туристических организаций, а также обеспечивала доставку скандинавских военнослужащих в Афганистан и выполняла рейсы для других авиакомпаний.

## История
Авиакомпания была основана в 2008 году. Amsterdam Airlines планировала выполнять полёты для голландских туроператоров на Airbus A320-200 или Boeing 757-200. В итоге авиакомпания предпочла Airbus A320 — первый был взят в аренду у ILFC на пять лет.
В августе 2008 Amsterdam Airlines получила лицензию и начала полёты
В 2009 году авиакомпания сменила логотип. Это отразилось и на ливрее самолётов.
В июне 2011 года авиакомпания увеличила флот до 3-х самолётов, взяв в аренду у компании AerCap один Airbus A320.
31 октября 2011 года авиакомпания прекратила свою деятельность. Авиационный департамент сразу же отозвал у неё лицензию.
С начала ноября 2011 года сотрудники авиакомпании настаивали на объявлении её банкротом, чтобы получить денежные выплаты. Сотрудники не получили зарплату за октябрь, а руководство тем временем изучало возможности сохранить компанию.
22 ноября 2011 года официально было объявлено о банкротстве авиакомпании Amsterdam Airlines.
Люксембургская авиакомпания Strategic Airlines была привлечена для выполнения запланированных рейсов авиакомпании Amsterdam Airlines.

## Флот
Флот авиакомпании состоял из трёх Airbus A320(PH-AAX,PH-AAY,PH-AAZ) вместимостью 180 пассажиров.

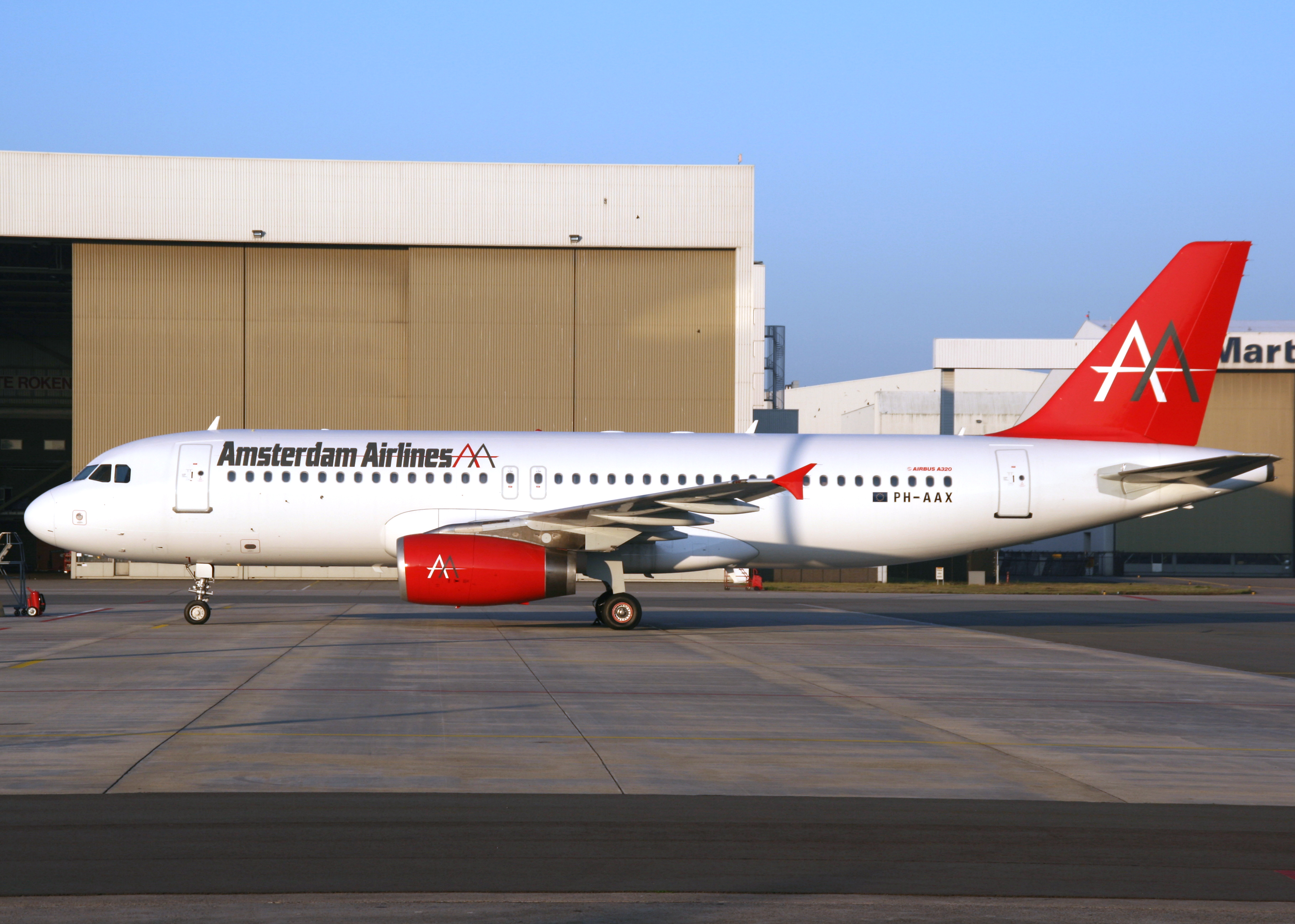
Самолёт Airbus A320 (PH-AAX) в старой ливрее
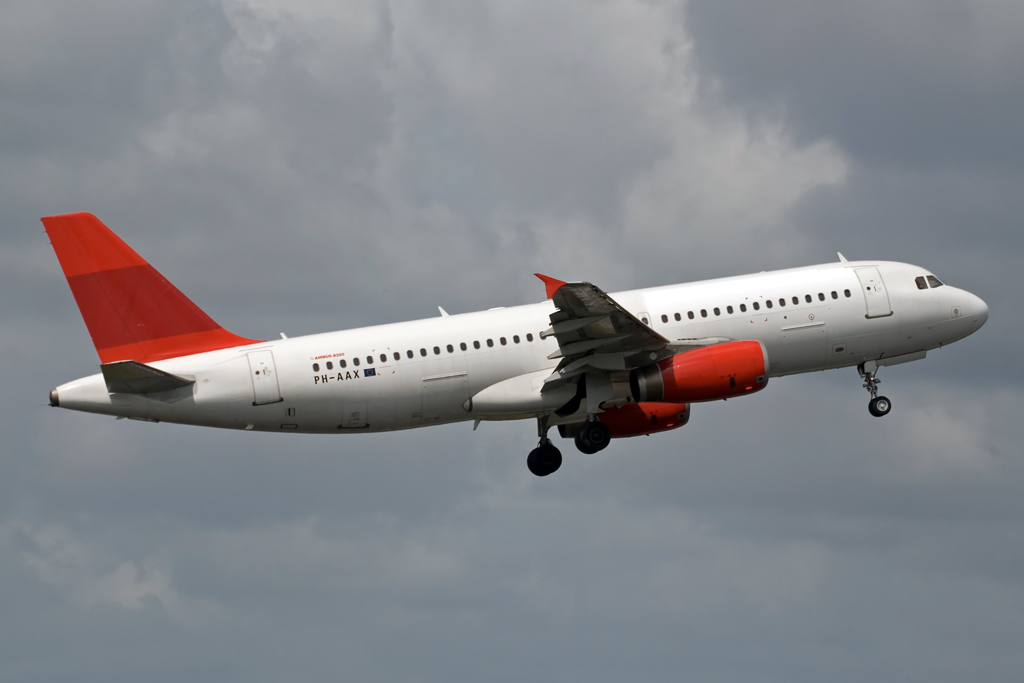
Самолёт Airbus A320 (PH-AAX) с закрашенными лого и названием
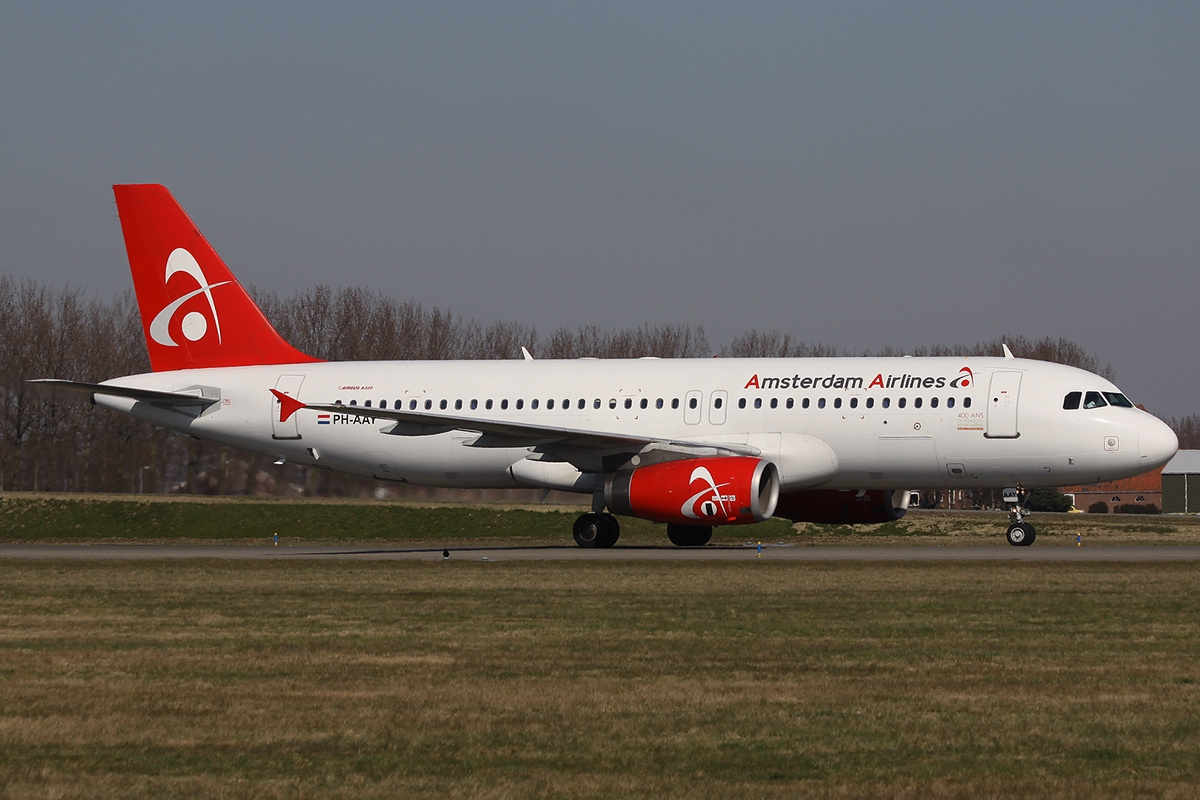
Самолёт Airbus A320 (PH-AAY) в новой ливрее

## Инциденты
- 2 августа 2009 года в аэропорту Маастрихт/Ахен самолёт A320 (PH-AAY) после посадки во время поворота сошёл с рулёжной дорожки.[17][18]